# Barbaceniopsis vargasiana
Barbaceniopsis vargasiana är en enhjärtbladig växtart som först beskrevs av Lyman Bradford Smith, och fick sitt nu gällande namn av Lyman Bradford Smith. Barbaceniopsis vargasiana ingår i släktet Barbaceniopsis och familjen Velloziaceae. Inga underarter finns listade.